# Jules Grévy

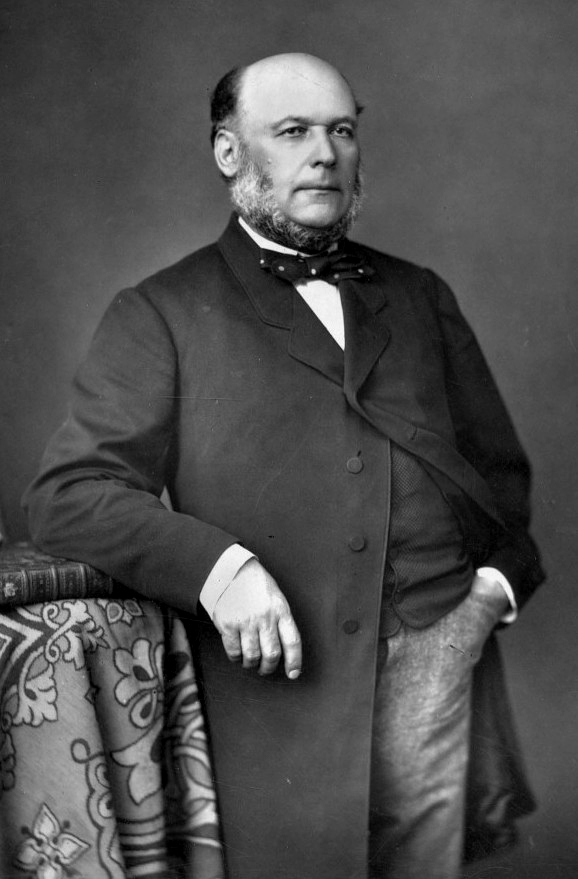
Jules Grévy

François-Judith-Paul Grévy (* 15. August 1807 in Mont-sous-Vaudrey, Département Jura; † 9. September 1891 ebenda) war französischer Anwalt und Politiker. Er war Staatspräsident von 1879 bis 1887.

## Leben
Jules Grévy entstammte einer großbürgerlichen Familie (laut Julius Walter: Sohn eines Landwirts), studierte in Paris und schlug eine Laufbahn als Rechtsanwalt ein. Während der Februarrevolution 1848 wurde er Regierungskommissar des Departements Jura und im gleichen Jahr von seinem Heimatwahlkreis in die Verfassunggebende Nationalversammlung entsandt. Dort vertrat er eine entschieden republikanische Position und wehrte sich vor allem gegen die direkte Wahl des Staatspräsidenten durch das Volk. Als Gegner Louis Napoléon Bonapartes zog er sich nach dessen Staatsstreich 1851 aus der Politik zurück. 1868 wurde Grévy erneut Abgeordneter des Départements Jura und Mitglied der Opposition. Er gehörte zu den entschiedensten Gegnern des Deutsch-Französischen Krieges und propagierte die Ausrufung der Republik, zu der es aber nicht kam. Von 1871 bis 1873  war Grévy, der inzwischen eine gemäßigt republikanische Haltung eingenommen hatte, Präsident der Nationalversammlung und von 1876 bis 1879 Präsident der Abgeordnetenkammer.

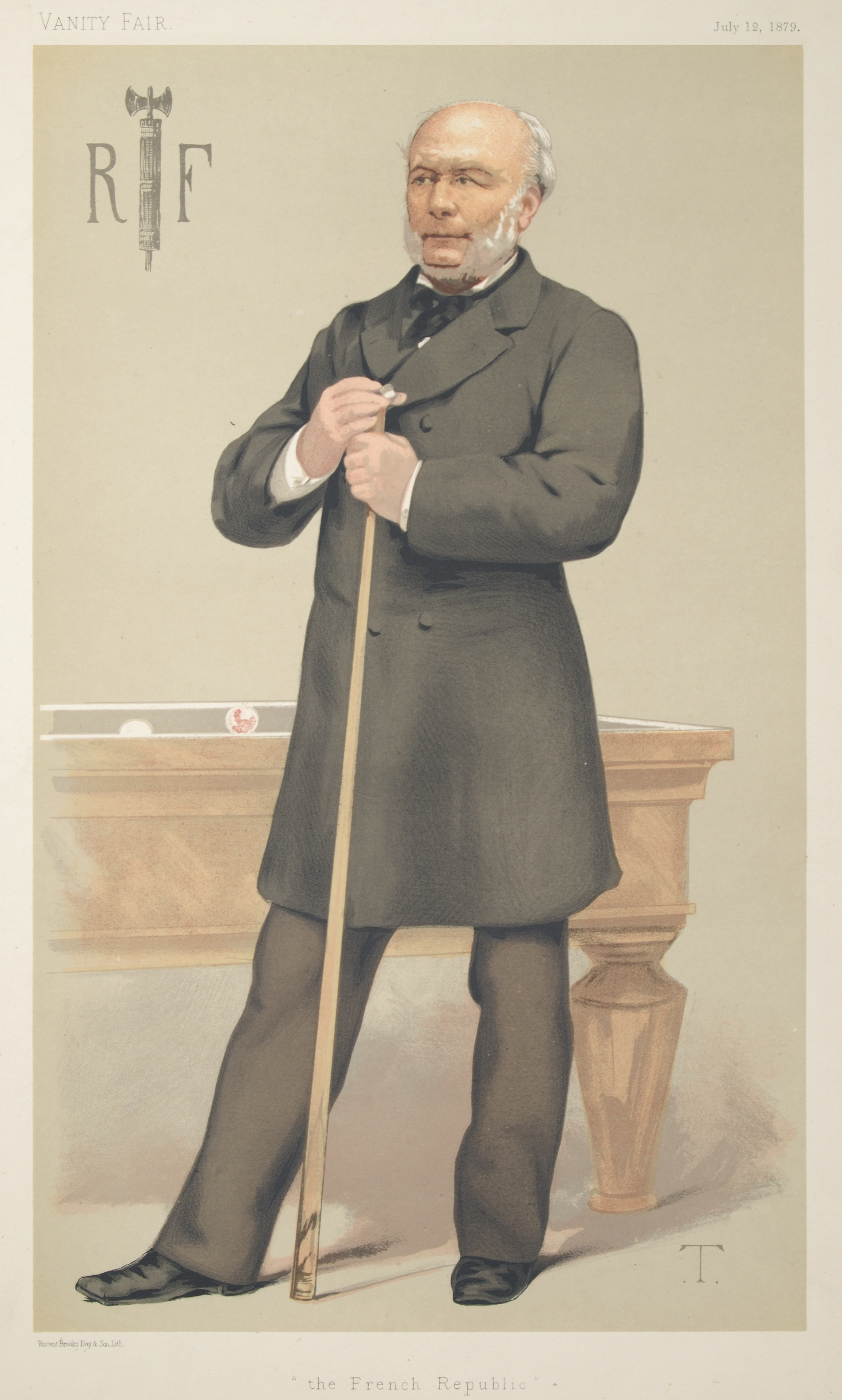
Karikatur von Théobald Chartran, Vanity Fair, 1879

Nach dem Rücktritt seines politischen Gegners Patrice de Mac-Mahon am 30. Januar 1879 wurde Grévy von den Abgeordneten zum Staatspräsidenten gewählt. Dies stellte einen entscheidenden Schritt in der Demokratisierung des Staatswesens in Frankreich dar. Seine Innenpolitik war gekennzeichnet durch die Stärkung des Parlaments und der Durchsetzung des Prinzips des Laizismus. Darüber hinaus unterstützte er eine Amnestie für die nach der Kommune verurteilten Revolutionäre. Außenpolitisch verfolgte er eine Politik der Entspannung. Am 18. Dezember 1885 wurde Grévy für eine zweite Amtszeit wiedergewählt.
Im Jahre 1887 brach ein Skandal um seinen Schwiegersohn Daniel Wilson aus. Dieser verkaufte gefälschte Orden. Grévy wurde als Folge dieses Skandals am 2. Dezember des Jahres zum Rücktritt gezwungen. Er starb in seiner Heimatgemeinde Mont-sous-Vaudrey am 9. September 1891.
Neben seiner politischen Karriere (und von dieser nicht beeinträchtigt) war Grevy auch ein sehr bekannter französischer Anwalt, vor allem im Zivilrecht. 1837 wurde er als Anwalt zugelassen. 1862 trat er dem Conseil de l'Ordre bei. 1868 wurde er Vorsitzender der Pariser Anwaltskammer (Bâtonnier de Paris).
Er war mit Coralie Grévy (1811–1893) verheiratet. Das Ehepaar hatte eine Tochter Alice (1849–1938).

## Orden

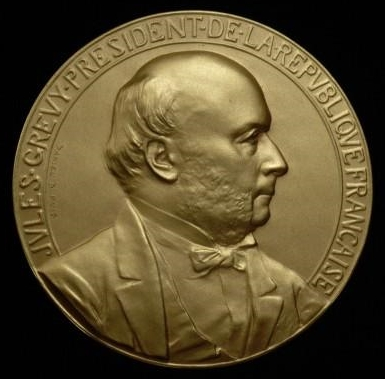
Jules Grévy, Medaille von Daniel Dupuis

- 1879 Grand-croix de la Légion d’Honneur
- 1882 Ritter des Ordens vom Goldenen Vlies

## Werke
- Discours politiques et judiciaires, rapports et messages de Jules Grévy. – Paris: Maison Quantin, 1888 (herausgegeben von Lucien Delabrousse) Document éléctronique